# David Duke
Pour les articles homonymes, voir Duke.
David Duke, né le 1er juillet 1950, est un homme politique américain, néonazi, promoteur de théories racistes et complotistes,,,, militant de la suprématie blanche et d'un « nationalisme blanc » et ancien Grand Sorcier des Knights of the Ku Klux Klan.

## Biographie
Né dans l'Oklahoma, David Duke est le fils de David H. Duke, ingénieur chez Shell, et d'Alice Maxine Crickil. Il vit aux Pays-Bas avant de s'installer en Louisiane.

### Appartenance au Ku Klux Klan
En 1968, Duke s'est inscrit à l'université d'État de Louisiane (LSU) à Bâton Rouge. Duke a déclaré plus tard qu'il avait passé neuf mois au Laos, qualifiant cela de « tournée de service normal ». Il s'est en fait rendu au Laos pour rejoindre son père, qui y travaillait et lui a demandé de lui rendre visite au cours de l'été 1971. Son père l'a aidé à trouver un emploi dans l'enseignement de l'anglais aux officiers militaires laotiens, d'où il a été licencié après six semaines quand il a dessiné un cocktail Molotov sur le tableau noir. Il a également affirmé être passé 20 fois la nuit derrière les lignes ennemies pour faire parvenir du riz aux rebelles anticommunistes depuis des avions volant à 3 mètres du sol, évitant ainsi d'être blessé par éclat. Deux pilotes d'Air America qui étaient au Laos à l'époque ont déclaré que les avions ne volaient que pendant la journée et qu'ils ne volaient pas à moins de 150 mètres au-dessus du sol. Un pilote a suggéré qu'il serait possible que Duke ait fait une ou deux fois ce que l'on appelait une « course de lait (milk run) », mais pas plus. Duke ne pouvait même pas se souvenir du nom de l'aéroport d'où il était parti,.
David Duke a rejoint le Ku Klux Klan en 1967, à l'âge de 17 ans, après avoir réfléchi sur la question raciale; il a déclaré dans une interview qu'il avait été « affligé » au début, ayant eu des amis Noirs et une relation avec une femme juive.
En 1974, Duke est diplômé de l'université d'État de Louisiane et peu de temps après a fondé les Louisiana Knights of Ku Klux Klan (White Knights of Ku Klux Klan) en Louisiane et a ensuite été nommé Grand sorcier (équivalent de Grand Maître) de cette frange du Klan, depuis longtemps sans guide. Un de ses partisans, Thomas Robb, a changé plus tard le titre de Duke en directeur national. Sous sa direction, le Klan a abandonné les politiques violentes (telles que le lynchage, le terrorisme et l'utilisation de la croix flamboyante pour terroriser les Afro-Américains) et la clandestinité, adoptant des politiques plus modérées. La frange du nouveau KKK dirigé par Duke a également abandonné, sauf pour les occasions spéciales, les uniformes klanistes blancs traditionnels (les célèbres cagoules blanches à capuchon portées depuis 1916, sur le modèle du film Naissance d'une nation), pour adopter des costumes pour hommes élégants normaux. d'affaires, veste et cravate, avec l'emblème du Klan.
Pour la première fois dans l'histoire du KKK, les femmes ont été acceptées comme membres égaux ; en outre, les catholiques (dans le passé souvent persécutés par le Klan, traditionnellement organisation WASP, surtout les Irlando-Américains et les Italo-Américains) étaient invités à rejoindre ou à soumettre la demande d'adhésion; le sien était l'un des rares groupes de klansmens à abandonner l'anti-catholicisme typique de la société secrète. Duke a déclaré à plusieurs reprises que le Klan n'était pas « anti-noir », mais « pro-blanc » et « pro-chrétien ». Duke a également mentionné à plusieurs reprises comment le groupe soutenait le droit des Euro-Américains de se préserver eux-mêmes, leur héritage culturel et leur liberté politique, sans hostilité envers les Afro-Américains. Il a également éliminé l'idéologie anti-européenne, montrant de la sympathie pour les mouvements identitaires européens. Dans les décennies suivantes, il a eu des relations politiques avec le chef du Parti national britannique Nick Griffin.
Dans les années 1960, il rencontre William Luther Pierce et rejoint le Ku Klux Klan en 1967. Il devient un responsable national du Ku Klux Klan lors de son renouveau dans les années 1970 en fondant les « Knights of the Ku Klux Klan » en 1973. Il milite alors pour rétablir la ségrégation. Il est arrêté en 1976 à cause de ses activités.
En janvier 1972, Duke est arrêté à La Nouvelle-Orléans pour « incitation à l'émeute ». Des émeutes raciales ont éclaté ce mois-ci à Crescent City, dont une au Robert E. Lee Monument impliquant Duke, Addison Roswell Thompson - un candidat ségrégationniste au poste de gouverneur de Louisiane et maire de La Nouvelle-Orléans - et son ami et mentor de 89 ans, René LaCoste (à ne pas confondre avec le joueur de tennis français René Lacoste). Thompson et LaCoste se sont vêtus de vêtements Klan pour l'occasion et ont placé un drapeau confédéré sur le monument. Les Black Panthers ont commencé à jeter des briques sur le duo, mais la police est arrivée à temps pour éviter de graves blessures
En travaillant avec le groupe White Youth Alliance, David Duke a rencontré Chloé Hardin. Ils sont restés compagnons tout au long de l'université et se sont mariés en 1974. Hardin est la mère des deux filles de David Duke, Erika et Kristin. David Duke a divorcé en 1984.
En 1976, il participe à une rencontre néo-nazie en Belgique. Il participe à la création d'une branche du Ku Klux Klan au Canada en 1978. En 1980, il est arrêté et expulsé par les autorités canadiennes. Il aurait ensuite « abandonné les rituels » du Ku Klux Klan.
En 1980, Duke a décidé de quitter le Ku Klux Klan; Plus tard, il a déclaré au journal The Daily Telegraph qu'il avait abandonné le Klan parce qu'il n'aimait pas ses compromis avec la violence et qu'il ne pouvait pas empêcher les membres d'autres sections du KKK de faire « des choses stupides ou violentes ». D'autres Klansmens l'ont accusé de s'approprier des fonds, d'être un informateur et d'avoir de nombreuses relations adultères avec les épouses des autres membres. Il a ensuite fondé une nouvelle association politique nationaliste blanche: National Association for the Advancement of White People (NAAWP).
Dans de nombreux discours, que ses critiques jugent hypocrites ou peu fiables, Duke souligne souvent l'importance de la « non-violence » comme la meilleure forme de lutte politique pour atteindre ses objectifs.

### Participation aux élections
Il est candidat à l'investiture du Parti démocrate pour l'élection présidentielle américaine de 1988. Non désigné, il se présente sous l'étiquette du Parti populiste et obtient 47 047 voix, soit 0,04 % des votes.
Élu à la Chambre des représentants de Louisiane de 1989 à 1992, en novembre 1991, il se présente au poste de gouverneur de Louisiane et obtient 680 000 voix sans être élu. En 1992, il se présente aux primaires du Parti républicain et obtient 119 115 voix soit 0,94 % des votes.

### Depuis les années 2000
En 2000, il fonde l'European-American Unity and Rights Organization (en), organisation ouvertement antisémite, révisionniste (niant la réalité de la Shoah) et suprémaciste.
En mars 2003, David Duke est condamné à La Nouvelle-Orléans à 15 mois de prison et 10 000 $ d'amende pour fraude fiscale et escroquerie après avoir plaidé coupable. Il a effectué sa peine en 2003-2004.
Il obtient un doctorat (Kandidat Nauk) d'histoire en 2005 auprès de l'Académie interrégionale de management personnel d'Ukraine, un organisme qualifié d'« institution antisémite » en 2008 par le Département d'État américain.
Le 24 novembre 2005, David Duke participe à un événement organisé à Damas par le gouvernement syrien. Il déclare alors que « les États-Unis sont occupés par des juifs qui contrôlent les médias et la banque » au même titre qu'Israël occupe le Golan. Il concluait : « votre combat pour la liberté est le même combat que le nôtre ».
En décembre 2013, David Duke est expulsé d'Italie, la justice considérant que « ses opinions racistes et antisémites représentent un danger pour la société ». Il est accusé de vouloir créer un groupe néo-nazi paneuropéen. Il avait déjà été expulsé de République tchèque pour les mêmes raisons en 2009,.
Lors de l'élection présidentielle de 2016, il soutient le candidat républicain Donald Trump, chose embarrassante pour ce dernier, son fils Eric réagissant en déclarant que David Duke méritait « qu'on lui tire dessus », ajoutant à propos des membres du mouvement suprémaciste de David Duke : « Ce ne sont pas de bonnes personnes, ce sont même des personnes horribles ». En 1991, Donald Trump déclarait déjà : « Voter pour David Duke, c'est voter pour la haine » et en 2000 : « David Duke est un fanatique, un raciste, un problème ». Or, Trump refuse de désavouer le soutien de David Duke pendant sa campagne présidentielle. Par ailleurs candidat au Sénat de Louisiane, David Duke est battu,. En août 2017, il remercie Trump pour son « honnêteté et [son] courage de dire la vérité au sujet de Charlottesville et de condamner les terroristes gauchistes de Black Lives Matter et des Antifa ».
Dans le cadre de la lutte contre les comptes vidéos en ligne proposant des contenus suprémacistes, YouTube a supprimé sa chaîne en juin 2020. Son compte Twitter est suspendu le 31 juillet 2020 pour la même raison.

## Théories racistes
David Duke déclare qu'une lutte raciale est menée contre le peuple français et les peuples européens. Comparant les situations américaines et européennes et les mesures prises dans ces deux pays, il affirme que le gouvernement des Français blancs, en prônant le métissage, entraînerait le génocide ; en conséquence, il demande l'inculpation de Nicolas Sarkozy qui, d'après lui, appelle à la destruction de la race blanche alors que l'ensemble des membres de sa famille ne se marieraient qu'entre eux, qu'il estime de religion juive.
En janvier 2007, dans une interview publiée par l'hebdomadaire français d'extrême droite Rivarol, il affirme : « Je crois qu’il existe des différences entre les gens et entre les races », et se déclare proche des « racialistes blancs » et de la branche de la « Nation of Islam » dirigée par Louis Farrakhan.

### Antisémitisme
Dans son ouvrage de 2003, Jewish Supremacism, David Duke mobilise les Protocoles des Sages de Sion, une falsification antisémite avérée qu'il tient pour un document authentique, pour accuser les Juifs de suprémacisme. Assimilant judaïsme et sionisme, il considère que le « mondialisme sioniste » (Zionist-driven Globalism) est le pire ennemi de l'humanité. En 2006, il a participé à une conférence iranienne rassemblant le gratin mondial du négationnisme durant laquelle il a en particulier déclaré : « L'Holocauste est le levier utilisé par l'impérialisme sioniste, l'agression sioniste, la terreur sioniste et les meurtres sionistes. »

### À propos des Afro-Américains
David Duke a écrit ou déclaré :
- « Un Noir décroche un emploi dans une entreprise qui appartient à des Blancs. Il est le seul Noir de cette entreprise. Il travaille dur, mais il mène un combat perdu d’avance contre ses gènes[44]. »
- « Nous voulons être laissés seuls. Nous ne voulons pas de Nègres autour. Nous n'avons pas besoin de Nègres autour. Nous n'en voulons pas, nous ne voulons pas les avoir, vous savez, pour notre culture[45]. »

## Dans la culture
David Duke apparaît dans l'épisode « Ku Klux Klan » (1996) de la série documentaire télévisée de la BBC Great Crimes and Trials of the Twentieth Century (« Les grands crimes et procès du vingtième siècle »).
Il est incarné par l'acteur américain Topher Grace dans le film BlacKkKlansman : J'ai infiltré le Ku Klux Klan réalisé par Spike Lee, sorti en 2018. Le film s'inspire de l'histoire vraie de Ron Stallworth, un policier noir infiltré dans le Ku Klux Klan à la fin des années 1970, alors que Duke dirigeait l'organisation. BlacKkKlansman s'achève sur des images réelles de David Duke disant à l'issue de la manifestation d'extrême-droite de Charlottesville de 2017 que c'est le début de la réalisation de la promesse de campagne de Trump : « reprendre l'Amérique » (taking America back).

## Publications
- Africa Atto, 1973 (sous le pseudonyme de Mohammed X), ouvrage qui se présente comme un manifeste révolutionnaire du Black Power[48] ;
- Finders-Keepers – Finding and Keeping the Man You Want, Arlington Place Books, 1976 (sous le pseudonyme de Dorothy Vanderbilt et James Konrad)[48] ;
- My Awakening, a Path to Racial Understanding, 1999, 350 p., 736 p.,  (ISBN 1-892796-00-7) ;
- Jewish Supremacism: My Awakening on the Jewish Question, 2003,  (ISBN 1-892796-05-8) ;
- The Secret Behind Communism, 2013.

## Pour approfondir

#### Essais et biographies
- (en-US) Michael Zatarain, David Duke : Evolution of a Klansman, Gretna, Louisiane, Pelican Pub. Co, 1990, 310 p. (ISBN 9780882898179, OCLC 551350756, lire en ligne),
- (en-US) Douglas Rose (dir.), The Emergence of David Duke and the Politics of Race, Chapel Hill, Caroline du Nord, University of North Carolina Press, coll. « Tulane Studies in Political Science », 1992, 300 p. (ISBN 9780807820438, lire en ligne),
- (en-US) Tyler Bridges, The Rise of David Duke, Jackson, Mississippi, University Press of Mississippi (réimpr. 1995, 2014) (1re éd. 1994), 356 p. (ISBN 9780585164663, OCLC 44959352, lire en ligne). ,

#### Articles
- (en-US) Michael W. Giles et Melanie A. Buckner, « David Duke and Black Threat: An Old Hypothesis Revisited », The Journal of Politics, vol. 55, no 3,‎ août 1993, p. 702-713 (12 pages) (lire en ligne ),
- (en-US) Susan E. Howell et Robert T. Sims, « Survey Research and Racially Charged Elections: The Case of David Duke in Louisiana », Political Behavior, vol. 16, no 2,‎ juin 1994, p. 219-236 (18 pages) (lire en ligne ),
- (en-US) Kerry Owens, « Contemporary Southern Demagogue: A Rhetorical Analysis of the Message of David Duke », Studies in Popular Culture, vol. 19, no 2,‎ octobre 1996, p. 319-333 (15 pages) (lire en ligne ),
- (en-US) « David Duke Pays a Visit to Southwest Texas State University », The Journal of Blacks in Higher Education, no 20,‎ été 1998, p. 77-78 (2 pages) (lire en ligne ),
- (en-US) Lawrence N. Powell, « The Rise and Fall of David Duke: How Holocaust memory broke the code of right-wing populism », The American Scholar, vol. 74, no 4,‎ automne 2005, p. 60-72 (13 pages) (lire en ligne ),